# Cantó de Noirétable
El cantó de Noirétable era una divisió administrativa francesa del departament del Loira, situat al districte de Montbrison. Comptava 12 municipis i el cap cantonal era Noirétable. Va desaparèixer el 2015.

## Municipis
- Cervières
- La Chamba
- La Chambonie
- La Côte-en-Couzan
- Noirétable
- Saint-Didier-sur-Rochefort
- Saint-Jean-la-Vêtre
- Saint-Julien-la-Vêtre
- Saint-Priest-la-Vêtre
- Saint-Thurin
- Les Salles
- La Valla-sur-Rochefort